# باولو فالنتيم
باولو فالنتيم (بالبرتغالية: Paulo Valentim‏) هو لاعب كرة قدم برازيلي في مركز الهجوم، ولد في 20 نوفمبر 1932 في Barra do Piraí ‏ في البرازيل، وتوفي في 9 يوليو 1984 في بوينس آيرس في الأرجنتين. شارك مع منتخب البرازيل لكرة القدم. أما مع النوادي، فقد لعب مع أتلتيكو مينيرو وبوتافوغو ريغاتاس وبوكا جونيورز ونادي أتلانتي ونادي ساو باولو ونادي غواراني.

## وصلات خارجية
- باولو فالنتيم على موقع قاعدة بيانات كرة القدم.إي يو (الإنجليزية)
- باولو فالنتيم على موقع ناشيونال فوتبول تيمز (الإنجليزية)
- باولو فالنتيم على موقع عالم كرة القدم.نت (الإنجليزية)